# Contrabandă

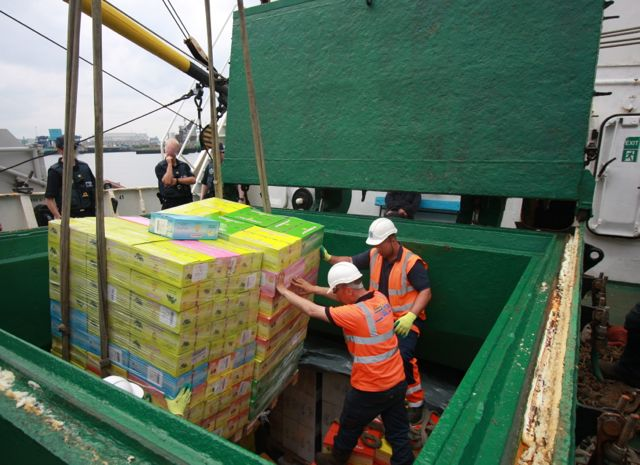
Ofițeri ai British H.M. Revenue & Customs, cu tutun de contrabandă confiscat, 2014.

Contrabanda este o infracțiune care constă în introducerea sau scoaterea din țară, prin orice mijloace, a bunurilor sau mărfurilor, prin alte locuri decât cele stabilite pentru control vamal.
Există diverse motivații pentru contrabandă. Acestea includ participarea la comerțul ilegal, cum ar fi comerțul cu droguri, comerțul ilegal cu arme, comerțul cu animale sălbatice exotice, imigrația ilegală sau emigrarea ilegală, evaziunea fiscală, oferirea de contrabandă unui deținut din închisoare sau furtul articolelor contrabandate. Exemple de motivații nefinanciare includ trecerea obiectelor interzise peste un punct de control al securității (cum ar fi securitatea companiilor aeriene) sau eliminarea documentelor clasificate de la un guvern sau un birou corporativ.
Contrabanda reprezintă o infracțiune complexă cu privire la omisiunea plății unor taxe și impozite, dacă bunurile au fost introduse în țară în mod fraudulos. Contrabanda reprezintă astfel o normă complexă de incriminare a unei modalități specifice de sustragere de la plata taxelor, și anume prin introducerea bunurilor cu încălcarea regimului juridic al frontierei.
Contrabanda se referă la transportul ilegal de mărfuri peste granițe sau în închisori, prin încălcarea legilor în vigoare.

## Definiție legală
În percepția populară, contrabanda este sinonimă cu comerțul ilegal. Chiar și oamenii de știință socială au interpretat greșit contrabanda drept comerț ilegal. Deși cele două au într-adevăr obiective identice, și anume evaziunea impozitelor și importul de articole de contrabandă, funcțiile lor de cerere și de cost sunt total diferite, necesitând un cadru analitic diferit. Contrabanda este o infracțiune cognizabilă în care atât produsele contrabandei, cât și bunurile sunt pedepsite.

## Metode

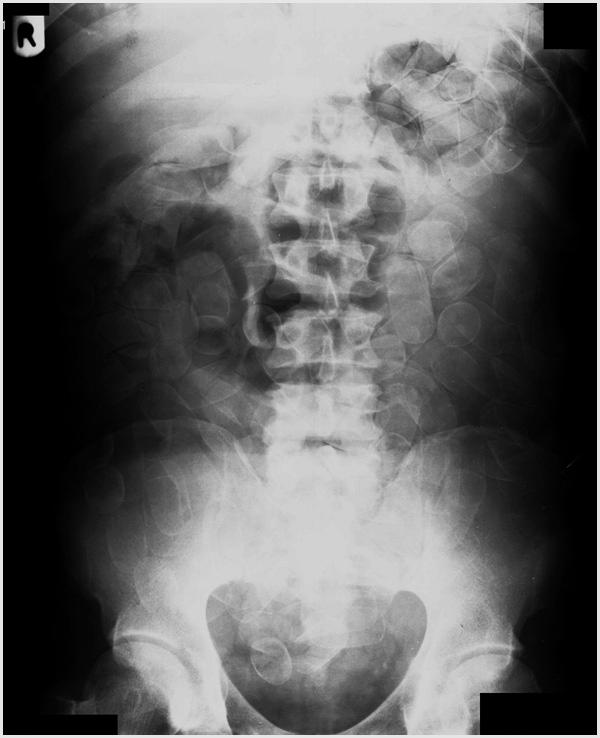
Cocaină ascunsă, imagine Röntgen

Contrabanda implică ascunderea mărfurilor de contrabandă în bagaje, în interiorul unei cavității corporale. Unii contrabandiști ascund întregul vehicul de transport sau nava folosită pentru a transporta obiectele de contrabandă în altă zonă. Evitarea controalelor de frontieră, cum ar fi navele mici, avioanele private, prin rute de contrabandă, tunele de contrabandă și chiar submersibile mici. Acest lucru se aplică, de asemenea, pentru trecerea ilegală a unei frontiere, a imigrației ilegale sau a emigrării ilegale.

## Contrabanda cu alcool
Produse alcoolice - una dintre primele bunuri care au devenit ilegale de a transporta și de a vinde. Deci, în Roma antică, comercianții au adus vin în provincie și apoi, maschînd vinul ca ulei de măsline, l-au adus în oraș. Contrabanda a început să înflorească după secolul al șaptesprezecelea. Statele suferă pierderi economice imense din cauza contrabandei cu alcool. De exemplu, bugetul Kazahstanului pierde aproximativ 3 miliarde. În Estonia, în anul 2007, contrabanda cu alcool a fost de aproximativ 1,1-1,8 milioane de litri, pierderea statului din impozitul restant a ajuns la aproape 96 de milioane de coroane.